# Ixodes philipi

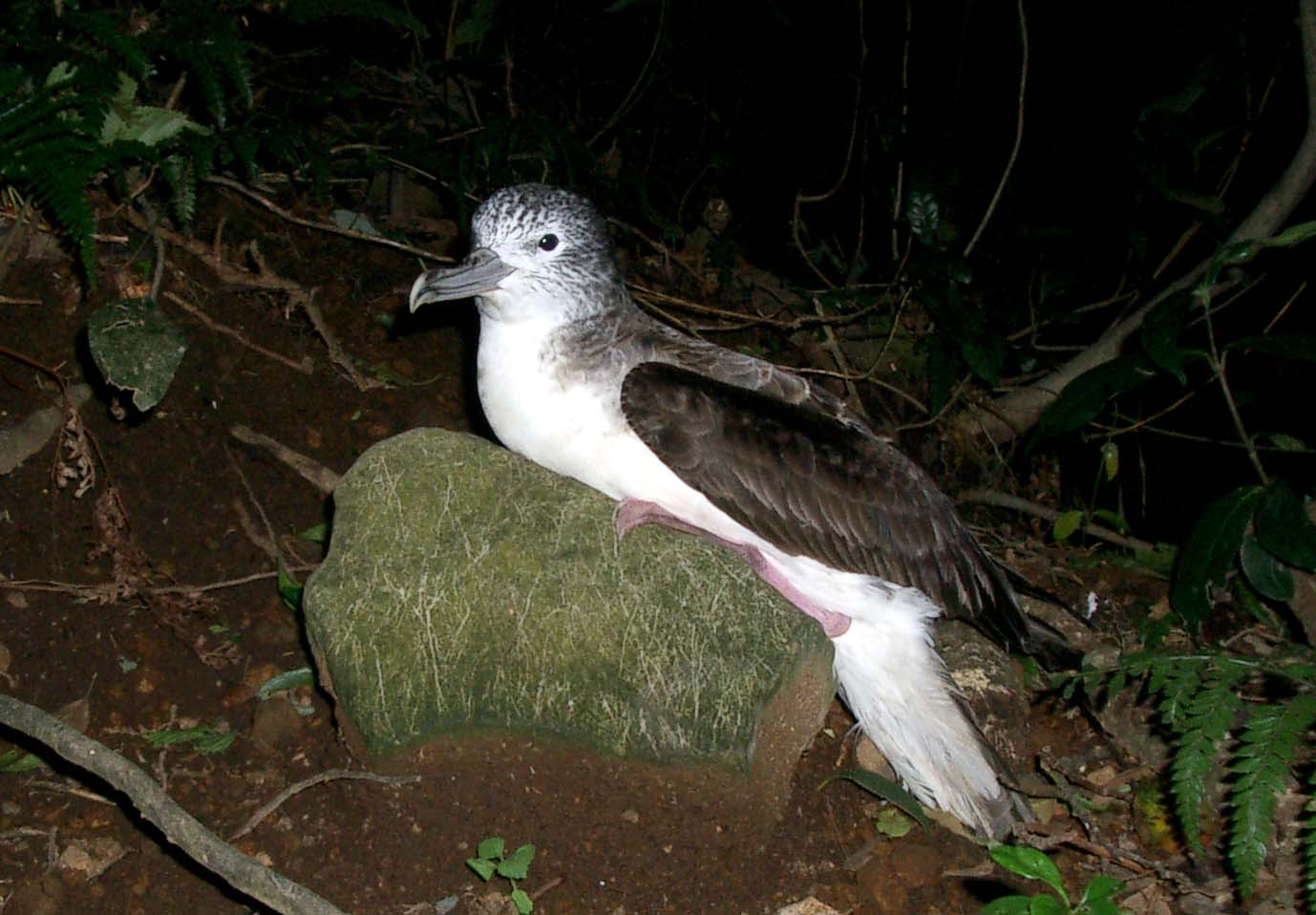
Основной вид-хозяин: пестролицый буревестник (Procellaria leucomelas), на котором паразитируют клещи Ixodes philipi.

Ixodes philipi (лат.) — вид клещей рода Ixodes из семейства Ixodidae. Восточная Азия. Паразитируют на птицах: среди хозяев пестролицый буревестник (Procellaria leucomelas) и мадейрская качурка (Oceanodroma castro). Вид был впервые описан в 1970 году американским паразитологом Гленом Милтоном Колсом (Glen Milton Kohls, 1905—1986) с соавторами.

## Распространение
Восточная Азия: Япония, остров Санганьяна.